# 張緝
張緝（？—254年），字敬仲，馮翊高陵人。三國時曹魏官員，涼州刺史張既之子，曹芳張皇后之父，即曹芳之皇丈。

## 生平
張緝繼承了父親張既西鄉侯的爵位。在太和年間，張緝曾任溫縣縣令，因其管治能力而有名氣。當時正值蜀漢丞相諸葛亮領兵北伐，張緝上書獻計，魏明帝曹叡於是詢問中書令孫資的意見，孫資則認為張緝有謀略。明帝於是命張緝為騎都尉，參與對蜀作戰。戰後改任尚書郎，因稱職而獲明帝所認識。後張緝以中書郎遷任東莞郡（今山東省沂水縣東北）太守，期間多次向朝廷分析與東吳和蜀漢的形勢。嘉平四年（252年），曹芳立張緝之女張氏為皇后，張緝任光祿大夫，位特進。不久曹魏進攻東吳，被東吳太傅諸葛恪於東興擊敗；但此時張緝卻向大將軍司馬師認為諸葛恪功高震主，不久必會被誅殺。次年諸葛恪圍攻合肥，遇疫病被逼撤軍後果然被孫峻殺死。司馬師於是讚嘆張緝比諸葛恪更聰明。
張緝與中書令李豐是世交和同鄉，彼此住處亦相近，李豐於是聯合張緝和夏侯玄，打算推翻司馬師，改以夏侯玄為大將軍。張緝因在朝中不得意，而李豐掌握權力，彼此亦是同鄉，他的兒子李韜又娶了齊長公主，於是聽信。嘉平六年（254年），李豐設下伏兵打算誅殺司馬師，以夏侯玄為大將軍，張緝為驃騎將軍，但司馬師聽到風聲，召見李豐並將李豐殺害，及後又收捕夏侯玄和張緝等人，收歸廷尉審理。最終張緝在獄中被賜死，诸子也被杀，夷三族。但其孙张殷幸存，并在西晋年间为梁州刺史。

## 家庭

### 父親
- 張既，曹魏涼州刺史。

### 妻子
- 向氏，女兒被立為皇后後獲封為安城鄉君。

### 子女
- 張皇后，齊王曹芳的皇后，張緝死後不久被廢。
- 張邈，張緝之子，曾被張緝派遺與李豐通訊，事敗時張邈被誅殺。

### 孫兒
- 张殷，西晉梁州刺史。

## 延伸阅读
[在维基数据编辑]
 《元史·卷198》，出自宋濂《元史》